# Amoriter

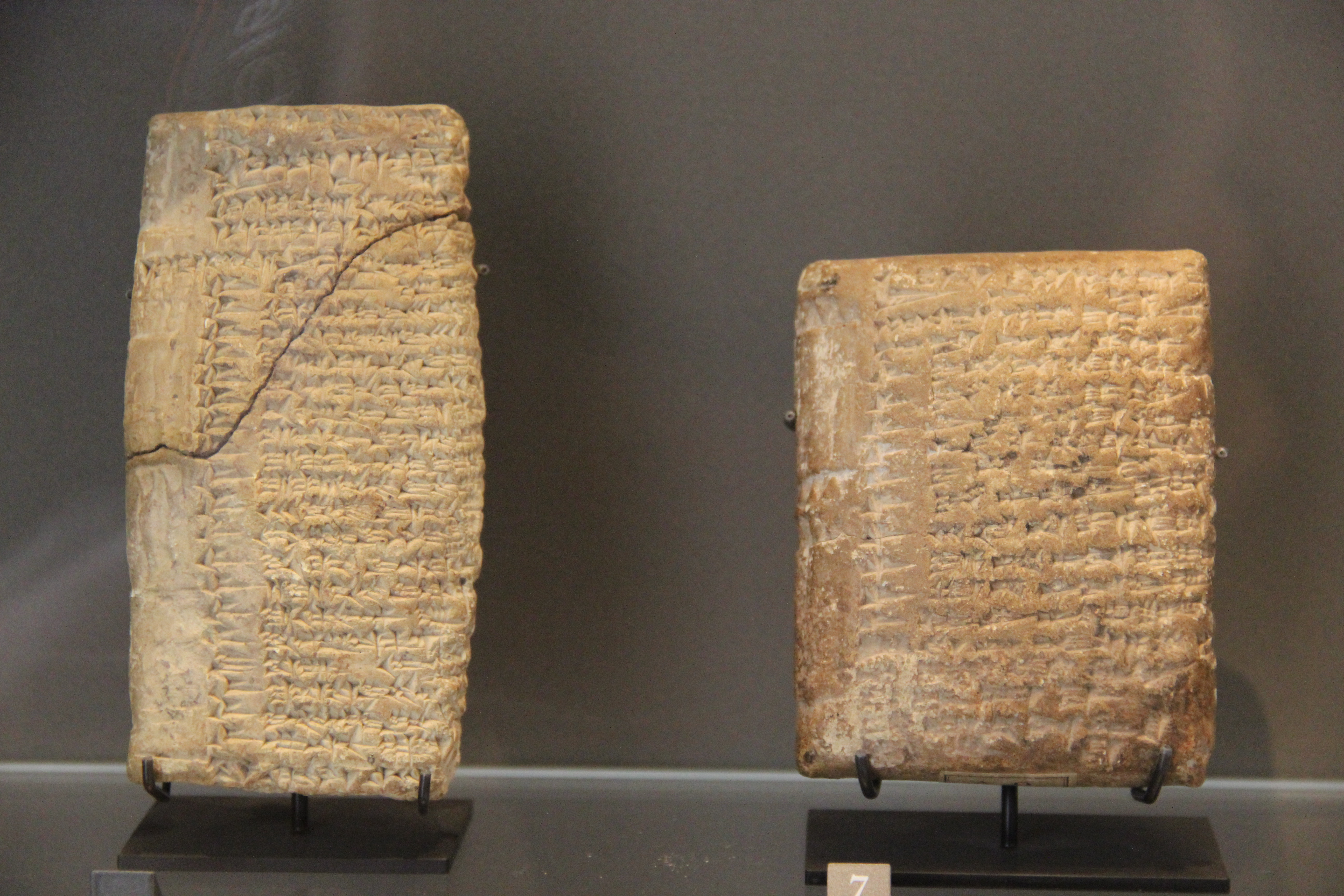
Cuneiform clay tablets from the Amorite Kingdom of Mari, 1st half of the 2nd millennium BC.

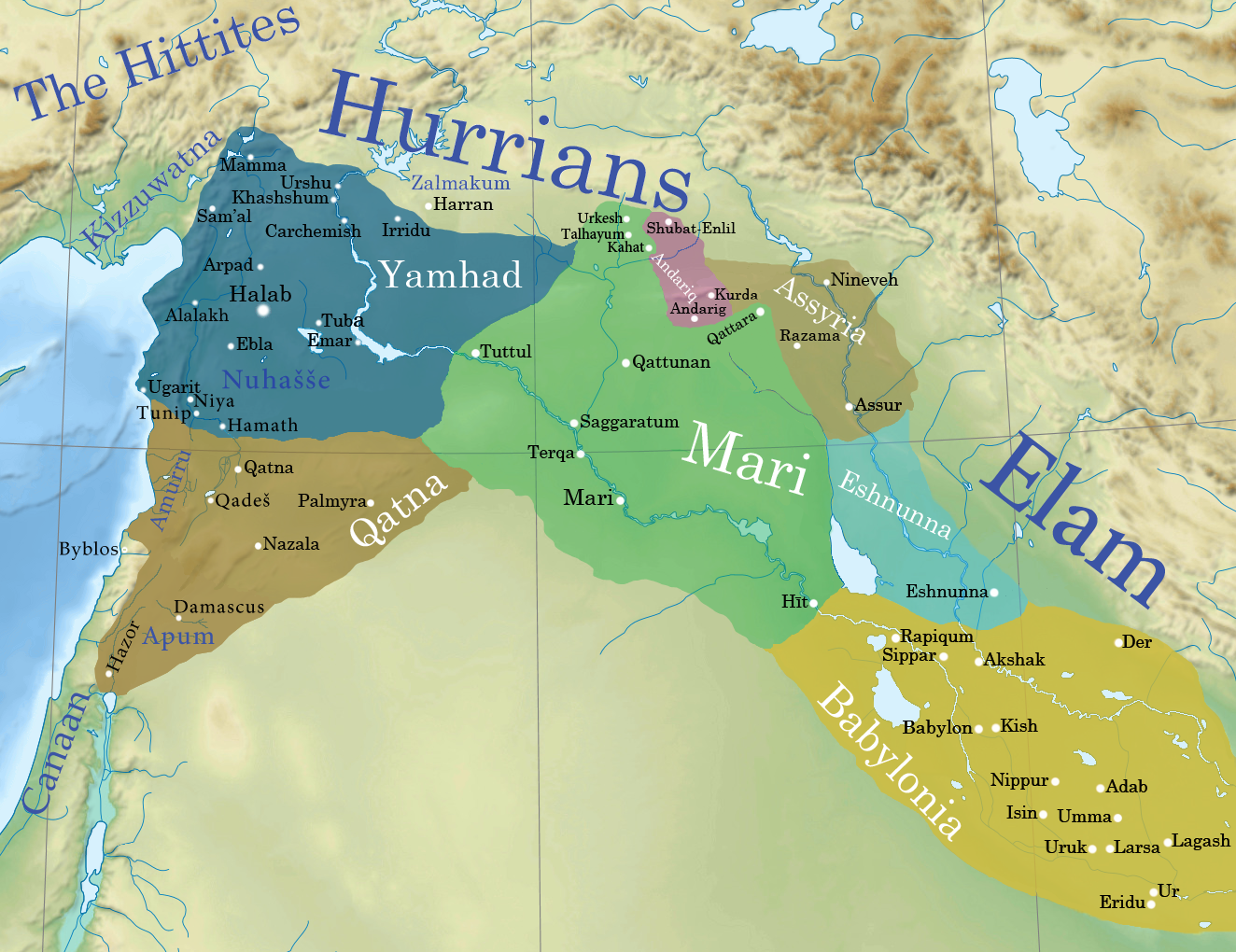

Amoriterna eller amoréerna var ett semitiskt folk som levde i det som idag är Syrien. Amoriterna omnämns i Bibeln som ett folk som levde i Kanaan innan israeliterna anlände.
Amoriternas äldsta historia kan spåras tillbaka till det tredje årtusendet f.Kr. Sumererna och akkaderna omtalade ett främmande folk de kallade Mar.tu ("(de) från väster"), Amurru (troligen härlett från aburr, betesmark) och Amar. Amoriter var ursprungligen ett nomadiskt semitiskt folk vilka senare bosatte sig över större delen av den Främre Orienten. De amoriter som grep makten i Mesopotamien vid början av det andra årtusendet f.Kr. benämns vanligen som assyrier och babylonier. Andra betydelsefulla amoritiska stater i Syrien var Ebla, Mari och Yamhad. Under det första årtusendet f.Kr. försvann folkgruppen ur historien och assimilerades troligen av assyrierna.

## Ursprung
Amoriter omnämns för första gången i sumeriska källor på 2400-talet f.Kr. där det skrivs om boende i "martu-folkens land" som var allt land väst om Eufrat. Områdena i Kanaan och vad som idag är Syrien kallas även för Amurru i sumeriska källor och kom senare att utvecklas till Amor. Sumerer, akkader och assyrier beskriver amoriterna som ett ociviliserat och nomadiskt folk som hade speciell anknytning till "Amoriternas berg" som skall ha varit dagens Jebel Beshir i nordvästra Syrien. På 2200-talet f.Kr. började amoriterna att massinvandra till den mesopotamiska flodslätten och anledningen till detta tros vara torka. De skall ha varit en starkt bidragande faktor till det neosumeriska rikets fall och tog makten i stadsstater såsom Isin, Larsa, Eshnunna och Kish. De bildade även nya kungadömen varav den mest kända kom att bli Babylon.
Amoriternas egentliga hemland är omdiskuterat. Ett extremt synsätt är att de var en blandning av folk från kulturer i alla områden väst om Eufrat fram till Medelhavets kust och däri inräknat arabiska halvön. Den vanligaste tolkningen är dock att de var ett folkslag som kom från Jebel Bishri i centrala Syrien samt Transjordanien.

## Historia
Allt land väst om Eufrat ansågs vara Martu-folkens land. I den sumeriska berättelsen "Enmerkar och härskaren av Aratta" omnämns Martu-folkens land som ett av de områden där befolkningen talar ett annat språk än sumeriska och i "Lugalbanda och Anzu-fågeln" som utspelar sig under Enmerkars femtionde år som konung berättas att en mur uppförts i öknen väster om Uruk med syfte att hålla ute Martu-folken som utfört räder mot Sumer. I skrifter från det fornsyriska kungadömet Ebla omnämns Martu-folken som en separat folkgrupp från Eblas egen befolkning och de beskrivs som en lantlig folkgrupp som lever i flodområdet vid mellersta och övre Eufrat i norra Syrien. Martufolkens land räknades som en av de fyra världsändarna av Sumer. De utgjorde den västra världsänden medan Assyrien var den norra, Elam den östra och Sumer den södra. 2240 f.Kr. skall Sargon av Akkad ha utfört lyckade kampanjer mot dem och hans barnbarns barn Shar-Kali-Sharri ska ha gjort samma sak.
Mot slutet av det neosumeriska riket hade amoriterna blivit ett så stort problem för Sumer att en mur byggts mellan Eufrat och Tigris för att hålla dem ute ur riket. De beskrivs som nomadstammar ledda av hövdingar och sumeriska skrifter från den tiden visar att sumererna såg ned på deras nomadiska livsstil.
"Martu som inte vet vad säd är... Martu som inte känner till hus eller stad, bergens tölpar... Martu som gräver efter tryffel... Som inte vet hur man böjer knäna (för att odla), som äter rått kött, som aldrig haft ett hus, som ej begravs efter sin död"
"de har förberett korn och säd som konfekt, men en Martu kommer att äta det utan att ens veta vad det är"
När neosumeriska riket började dala började flera av dess tidigare erövrade riken såsom Assyrien, Isin, Larsa och Eshnunna att göra sig självständiga. Elam invaderade det försvagade riket vilket förvärrade situationen ytterligare. Gränsen mot amoriterna kunde inte längre hållas och de strömmade in i Sumer. Invandringen blev dock inte en invasion i vanlig mening. Istället för att erövra områden och driva ut eller förtrycka befolkningen avsatte stamhövdingarna helt enkelt de härskande akkadiska kungarna och krönte sedan sig själv till härskare för redan existerande stadsstater och lät sina stammar assimileras med områdenas ursprungsbefolkning. Flera stater, däribland Larsa, Isin och Eshnunna, övertogs på detta sätt och nya riken uppstod under århundradena då stamhövdingar utropade sig till kungar av olika städer, däribland en mindre och politiskt obetydlig stad vid namn Babylon som förklarades som kungadöme av Sumu-abum cirka 1894 f.Kr.
Elam plundrade slutligen Ur som var det neosumeriska rikets huvudstad cirka 2004 f.Kr. vilket markerade rikets slut. Elamiterna tvingades dock efter en period dra sig tillbaka då de inte kunde kontrollera Sumers många stadsstater som skulle fortsätta att vara splittrade men någorlunda mäktiga fram till Hammurabis erövringar. I Assyrien var situationen dock annorlunda. Medan södra Mesopotamien slukades av invasioner och amoritiska "erövringar" lyckades Assyrien slå tillbaka flera amoritiska invandringar fram tills 1809 f.Kr. då Amoriter från Terqa lyckades placera sin härskare på Assyriens tron. 

## Effekt på Mesopotamien
De amoritiska kungadömena skapade djupa och bestående förändringar i framförallt södra Mesopotamien. Istället för stadsstater var Sumer nu flera mindre kungadömen. Människor, land och boskap ansågs ej längre ägas av gudarna, prästerna eller kungen och land delades ut till befolkningen. Flera städer befriades från beskattning och tvångsarbete vilket resulterade i att en ny typ av samhälle växte fram, ett samhälle av storbönder, fria stadsbor och företagsamma handelsmän. Prästerskapet fortsatte utföra religiösa riter och se efter befolkningens välmående men de hade ej längre kontroll över rikenas ekonomi.
Den sumeriska civilisationen i sig överlevde det amoritiska övertagandet precis så som den överlevt den gutiska erövringen och det akkadiska imperiet. De religiösa, etiska, teknologiska, vetenskapliga och artistiska inriktningarna som utvecklats innan amoriterna fortsatte  som vanligt. Sumeriska gudar dyrkades i templen och sumeriska myter och berättelser skrevs ned med endast mindre förändringar. Konsten och arkitekturen skiljer sig inte mycket från vad som var aktuellt i det neosumeriska riket. De amoritiska kungadömena fortsatte ha makten i vissa delar av Sumer fram tills cirka 1595 f.Kr.

## Fall
Det amoritiska eran tog slut i norra Mesopotamien mellan 1740 och 1735 f.Kr. då assyrierna under Puzur-Sin drev ut dem från sina områden. Därefter uppstod Sjölandsdynastin i södra Sumer vilket bestod av sumerer snarare än amoriter. Amoriterna höll sig nu enbart kvar i ett än en gång litet och politiskt obetydligt Babylon fram tills det att hettierna plundrade staden 1595 f.Kr. och kassiterna tog sedan makten över staden. Från 1500-talet f.Kr. och fram under de efterkommande århundradena var Amurru (amoriter) endast benämningen på områdena mellan Kanaan och Kadesh i norra Syrien. Under bronsålderskollapsen erövrades områdena av ahlamufolken där arameér blev den framträdande folkgruppen och från 1300 f.Kr. omnämns inte amoriterna längre.

## Kända kungar
- Hammurabi
- Shamshi-Adad I